# Косинии
Косиниите (gens Cossinia) са фамилия от Древен Рим.
Известни членове от фамилията:
- Гай Ветий Косиний Руфин, консул 316 г., вероятно баща на Ветий Руфин (консул 323 г.)